# Bugi-myeon, Cheongju
Bugi-myeon (koreanska: 북이면)  är en socken i stadsdistriktet Cheongwon-gu i kommunen Cheongju i Sydkorea.
Den ligger i provinsen Norra Chungcheong, i den centrala delen av landet, 100 km söder om huvudstaden Seoul.